# Sven Kai-Larsen

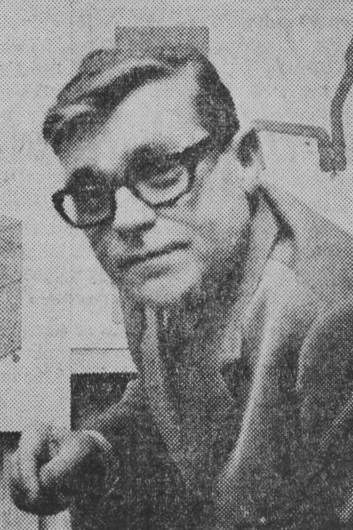
Sven Kai-Larsen

Sven Jakob August Kai-Larsen, född 7 juni 1920 i Malmö, död 31 oktober 1990 i Stockholm, var en svensk inredningsarkitekt och möbelformgivare.

## Biografi
Kai-Larsen studerade vid högre allmänna läroverket i Malmö, Västerviks möbelsnickarskola och Högre konstindustriella skolan. Han var anställd på Kooperativa förbundets arkitektkontor, hos arkitekten Bengt Gate och på arkitektbyrån AOS Arkitekter, assistent i materialbehandling och formlära vid Kungliga Tekniska högskolan och bedrev egen konsulterande verksamhet i Stockholm och Malmö från 1953. Han var styrelseledamot i Svenska Inredningsarkitekters Riksförbund. Sven Kai-Larsen är begravd på Östra kyrkogården i Malmö.

## Verk i urval

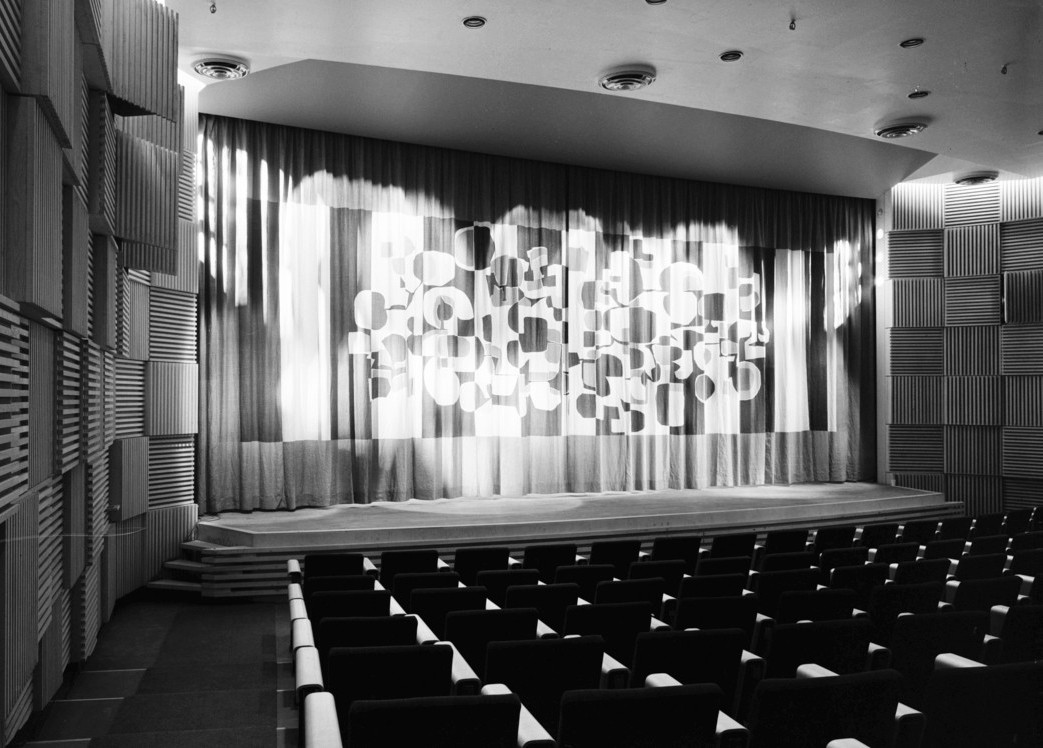
Philipshusets inspelningssal med inredning av Sven Kai-Larsen, 1963.

- Inredningar till sjukhus, bland annat i Danderyd, Nacka, Stockholm, Göteborg, Linköping och Örebro
- Inredningar till skolor bland annat Dragonskolan i Umeå, 1968 och läroverk i Karlskoga.
- Sveriges Verkstadsförening, Stockholm, 1960.
- Siemenshuset, Stockholm, 1962.
- Philipshuset, Stockholm, 1963.
- Skogshem, SAF:s kursgård på Lidingö, 1958.
- Hotell i Umeå, 1966–1968.
- Hotel Neptun i Warnemünde, 1969.
- Hotell Valhall, Nytorget, Kalix, 1955.
- Inredningar för Dagens Nyheter och Expressen.
- Kontorsmöbler, L-serien, för NK och Round Office.
- Skolmöbler för Balzar Beskow.